# سان سيلفيستري دي غوثمان
بلدية سان سيلفيستري دي غوثمان (بالإسبانية: San Silvestre de Guzmán) هي بلدية تقع في مقاطعة ولبة التابعة لمنطقة أندلوسيا جنوب إسبانيا.

## الديموغرافيا
بلغ عدد سكان بلدية سان سيلفيستري دي غوثمان 731 نسمة عام 2011 (وفقاً للمعهد الوطني الإسباني للإحصاء).
| 660 | 648 | 671 | 626 | 708 | 747 | 731 |